# أبوك باييتي أيك
أبوك باييتي أيك هي سياسية من جنوب السودان، وهي عضو في الجمعية التشريعية الوطنية الانتقالية في البلاد، وتمثل الحركة الشعبية لتحرير السودان وتقود لجنة النوع الاجتماعي والرعاية الاجتماعية والشباب والرياضة. شاركت باييتي في تعزيز حقوق المرأة خلال عملية السلام قبل استقلال جنوب السودان.

## الحياة السياسية
قبل الاستقلال، مثلت أبوك باييتي ملكال وهي منطقة حدودية سودانية كانت متنازع عليها بين الشمال والجنوب في المجلس التشريعي لجنوب السودان، كما شاركت في لجنة النوع الاجتماعي في الهيئة.
ساعدت في الدفاع عن احتياجات المرأة من خلال عملية السلام وأثناء كتابة اتفاقية السلام الشامل مع حكومة السودان.
تنتمي باييتي إلى الحركة الشعبية لتحرير السودان وتشارك في مفوضية المرأة التابعة لها.
بعد الاستقلال، أصبحت ممثلةً لمقاطعة ملكال بولاية أعالي النيل في المجلس التشريعي القومي. وتعمل في المجلس التشريعي كرئيسة للجنة النوع الاجتماعي والرعاية الاجتماعية والشباب والرياضة.
كمدافعة عن حقوق المرأة، شاركت باييتي أيضًا في الجمعية العامة لنساء جنوب السودان وتمكين المرأة السودانية من أجل السلام، حيث عملت مديرة لمكتب النوع الاجتماعي للقطاع الجنوبي.

## الحياة الشخصية
باييتي متزوجة من بيتر أدوك نيابا، وهو سياسي وزميل، عمل سابقًا كوزير للتعليم العالي والعلوم والتكنولوجيا في البلاد. كانت ابنتها كيني بيتر أدوك نيابا دبلوماسية لجنوب السودان.